# Вейсе, Христиан Эрнст
Христиан Эрнст Вейсе (1766—1832) — немецкий правовед.
Сын поэта Христиана Феликса Вейсе, отец философа Христиана Германа Вейсе. Был экстраординарным профессором права в Лейпциге.
Из его юридических и исторических сочинений особенно известны:
- «Lehrbuch des sachs. Staatsrechts» (Лейпциг, 1824—27)
- «Geschichte der kursachs. Staaten» (Лейпциг, 1802—06)
- «Neueste Geschichte des Konigsreichs Sachsen nach dem Prager Frieden» (Лейпциг, 1808—12)